# Jarmila Novenková
Jarmila Novenková (* 5. prosince 1953 Vendryně) je česká sbormistryně a hudební pedagožka.
Vystudovala klavír na konzervatoři v Ostravě. V roce 1996 přišla do Prahy a na Hudební škole hlavního města Prahy založila dětský sbor. V rámci sborového studia Zvoneček – Praha existují čtyři tělesa, koncertní sbor Zvonky, komorní sbor Abbellimento a dva přípravné sbory Zvonečky a Zvonítka. Sbory se s úspěchy zúčastnily různých soutěží a festivalů v rámci České republiky i v zahraničí. V roce 2012 získala Cenu Františka Lýska. Se sborovým studiem Zvoneček – Praha natočila deset CD.